# Skurups socken
Skurups socken i Skåne ingick i Vemmenhögs härad, uppgick 1949 i Skurups köping och området ingår sedan 1971 i Skurups kommun, från 2016 inom Skurups distrikt.
Socknens areal var 33,9 kvadratkilometer varav 33,32 land (köpingen inräknad). År 1952 fanns här 4 662 invånare. Svaneholms slott, Stjärneholms borgruin samt tätorten Skurup med sockenkyrkan Skurups kyrka ligger i socknen. 

## Administrativ historik
Socknen har medeltida ursprung. 17 februari 1543 införlivades Saritslövs socken.
Vid kommunreformen 1862 övergick socknens ansvar för de kyrkliga frågorna till Skurups församling och för de borgerliga frågorna bildades Skurups landskommun. Ur landskommunen utbröts 1914 Skurups köping. Landskommunen uppgick 1949 i Skurups köping som ombildades 1971 till Skurups kommun. Församlingen utökades 1995.
1 januari 2016 inrättades distriktet Skurup, med samma omfattning som Skurups församling hade 1999/2000 och fick 1995, och vari detta sockenområde ingår.
Socknen har tillhört län, fögderier, tingslag och domsagor enligt vad som beskrivs i artikeln Vemmenhögs härad. De indelta soldaterna tillhörde Södra skånska infanteriregementet, Vemmenhögs kompani.

## Befolkningsförhållanden
Befolkningsförhållanden började mätas 1749 av Tabellverket och i socknarna Skurup och Hassle-Bösarp. Vid år 1749 var folkmängden 804 personer i Skurups socken. 1751 sjönk folkmängden till 1766. Först 1790 ökade folkmängden till mer än 821 personer och 1795 var folkmängden 1047.
Från 1820 till 1860 var folkökningen jämn. Under 1860- och 1870-talen var ökningen snabbare.  Året före järnvägens uppkomst, 1873, var folkmängden 2627 och 1880 var den 3188 personer.

## Geografi
Skurups socken ligger nordväst om Ystad. Socknen är en odlad småkuperad slättbygd med inslag av lövskog i nordväst.

## Fornlämningar
Från stenåldern är boplatser funna. Från bronsåldern finns gravhögar. 

## Namnet
Namnet skrevs 1443 Skurup och kommer från kyrkbyn. Efterleden innehåller torp, 'nybygge'. Förleden innehåller möjligen skur, 'enklare skjul'.